# Radio Italia Summer Hits 2020
Radio Italia Summer Hits 2020 è una compilation realizzata dal emittente radiofonica Radio Italia per le etichette Solomusicaitaliana/Sony Music, pubblicata il 3 luglio 2020. Il disco ha debuttato in sesta posizione nella classifica degli album FIMI.

## Tracce

### CD 1
1. Elodie – Guaranà
2. Tommaso Paradiso – Ma lo vuoi capire?
3. Marracash – Neon - Le ali (feat. Elisa)
4. Achille Lauro – 16 marzo
5. Levante – Tikibombom
6. Fedez – Problemi con tutti (Giuda)
7. Cesare Cremonini – Giovane stupida
8. Emma – Luci blu
9. Random – Sono un bravo ragazzo un po' fuori di testa
10. Brunori Sas – Capita così
11. Tiziano Ferro e Jovanotti – Balla per me
12. Francesco Gabbani – Il sudore ci appiccica
13. Le Vibrazioni – Per fare l'amore
14. Giordana Angi – Amami adesso
15. Biagio Antonacci – Per farti felice

### CD 2
1. Annalisa – Houseparty
2. J-Ax – Una voglia assurda
3. Willie Peyote, Shaggy e Don Joe – Algoritmo
4. Diodato – Un'altra estate
5. Pinguini Tattici Nucleari – Ridere
6. Irama – Mediterranea
7. Cara e Fedez – Le feste di Pablo
8. The Kolors – Non è vero
9. Zucchero – Soul Mama
10. Danti, Shade e Luca Carboni – Canzone sbagliata
11. Gianna Nannini – Assenza
12. Max Pezzali – Sembro matto
13. Nek – Ssshh!!!
14. Francesco Renga – Insieme - grandi amori
15. Nina Zilli – Schiacciacuore